# The Times of Malta
The Times (früher: The Times of Malta) ist eine Tageszeitung in Malta.
Die englischsprachige Zeitung erscheint seit 1935. Sie ist mit einer Auflage von 20.000 (Sonntagsausgabe The Sunday Times 35.000) die auflagenstärkste Zeitung in Malta und gilt als maltesisches „Referenzblatt“. Die Zeitung gehört zur Allied Newspapers Ltd, einem Unternehmen der Strickland Foundation (Strickland Stiftung). Die Stiftung wurde von Mabel Strickland gegründet, einer Tochter von Gerald Strickland, 1. Baron Strickland.